# 臺中市立西苑高級中學
臺中市立西苑高級中學，簡稱西苑高中，為位於臺灣臺中市西屯區逢甲商圈附近的一所市立完全中學，創校於1970年。設有國中部、高中部及國中補校。

## 校史
- 1969年10月，籌備設校。
- 1970年7月16日，校舍動土開工。8月1日，「臺中市立第十三國民中學」創校，創校之初暫時借用臺中市西屯區西屯國民小學上課。11月16日遷入現址，由此校慶訂為每年11月16日。
- 1971年7月1日，改名「臺中市立西苑國民中學」。
- 1991年8月，開辦「附設國民中學補習學校」。
- 1999年8月1日，增設高中部，改制為「臺中市立西苑中學」。
- 2000年7月，設立國中部體育班。
- 2001年2月1日，改名「臺中市立西苑高級中學」。8月1日，專科教室大樓（樸學樓）竣工。
- 2004年8月，圖書館大樓竣工。

## 歷任校長
| 任別   | 姓名   | 任職時間            | 備註                                                 |
| ------ | ------ | ------------------- | ---------------------------------------------------- |
| 第一任 | 喬兆坤 | 1970年9月—1982年8月 | 調職臺中市立五權國民中學                             |
| 第二任 | 柯明堂 | 1982年8月—1989年2月 | 原臺中市教育局主任督學轉任，調職臺中市立東峰國民中學 |
| 第三任 | 張兆敏 | 1989年2月—1996年2月 | 原臺中市立五權國民中學校長轉任，屆齡退休             |
| 第四任 | 曾坤暘 | 1996年2月—1998年2月 | 原臺中市立五權國民中學校長轉任，屆齡退休             |
| 第五任 | 曾英三 | 1998年2月—2002年8月 | 原臺中市立四育國民中學校長轉任，調職國立豐原高級中學 |
| 代 理  | 李京   | 2002年8月—2002年9月 |                                                      |
| 第六任 | 劉進忠 | 2002年9月—2010年8月 | 原臺中市立北新國民中學校長轉任，任滿退休             |
| 第七任 | 彭添星 | 2010年8月—2015年6月 | 原臺中市立漢口國民中學校長轉任，申請退休             |
| 代 理  | 劉昌鎮 | 2015年6月—2015年7月 |                                                      |
| 第八任 | 吳茂林 | 2015年8月—2022年2月 | 原臺中市立大甲國民中學校長轉任，喜歡種水泥樹         |
| 第九任 | 劉洲溶 | 2022年8月—現任      | 原臺中二中主任轉任，現任                             |

## 校園環境
- 中正樓：三層樓建築。一樓為學校各個主要行政處室，二樓及三樓為國中部教室。
- 成功樓：三層樓建築。國中部教室。
- 力行樓：三層樓建築。國中部教室。
- 實踐樓：三層樓建築。高中部教室。國中科任導師辦公室和高中科任導師辦公室位於一樓和二樓。
- 樸學樓：六層樓建築（地上五層、地下一層）。地下一樓為音樂教室和、國中部音樂教室、表演藝術教室，一樓為國中的實驗室，二樓為高中的實驗室，三樓以上為國中部教室。
- 集合場：被中正、實踐、力行、樸學樓四樓圍繞。每周二、五（或特殊場合）早朝在此進行集會。每五年舉辦校慶園遊會。
- 運動場：位在樸學樓後方，提供學生下課放學後運動及體育課運動之需要。校內定期舉辦班際籃球和排球賽，每學年11月舉辦全校運動會。
- 中正堂（活動中心）：於學校側門旁，平時用於羽球隊練習或上體育課，學年末則在此舉行畢業典禮。
- 圖書館：六層樓建築。一樓及六樓為多功能教室，二三樓為圖書庫存區，四樓為試聽教室，五樓為電腦教室。
- 午餐廚房

## 國中部學區
- 全里：西平里、廣福里、鵬程里、港尾里
- 西墩里（第1、2、4～10、17～21、24～27、30鄰）
- 西安里（第1～12鄰、24鄰、29鄰）
- 福安里（第1、2鄰）
- 惠來里（第32鄰）
- 永安里（第1～10、12、13、27鄰）
- 港尾里（第13、16～26、28鄰為西苑高中、的共同學區）

## 外部連結
- 臺中市立西苑高級中學 （页面存档备份，存于）